# Invicta-International-Airlines-Flug 435
Der Invicta-International-Airlines-Flug 435 war ein Charterflug von Bristol nach Basel, auf dem am 10. April 1973 eine Vanguard 952 in Hochwald (Kanton Solothurn) gegen einen Berghang geflogen wurde. Es ist der bisher folgenschwerste Flugunfall in der Schweiz und gleichzeitig der folgenschwerste Flugunfall mit einer Vanguard. Bei dem Unfall wurden 108 Personen getötet; 37 überlebten, weil sie sich im Heck des Flugzeuges befunden hatten.
Das Flugzeug, eine viermotorige Turboprop-Maschine mit dem Luftfahrzeugkennzeichen G-AXOP, war im Auftrag einer britischen Charter-Fluggesellschaft unterwegs und sollte den Flughafen Basel-Mülhausen anfliegen. Es herrschte Nebel und Schneetreiben. Die Piloten verfehlten trotz Anfluges mithilfe des Instrumentenlandesystems die Landebahn, womit ein Irrflug in der Region Basel begann. Die Maschine zerschellte schliesslich an einem Hang nahe Hochwald.

## Flugverlauf

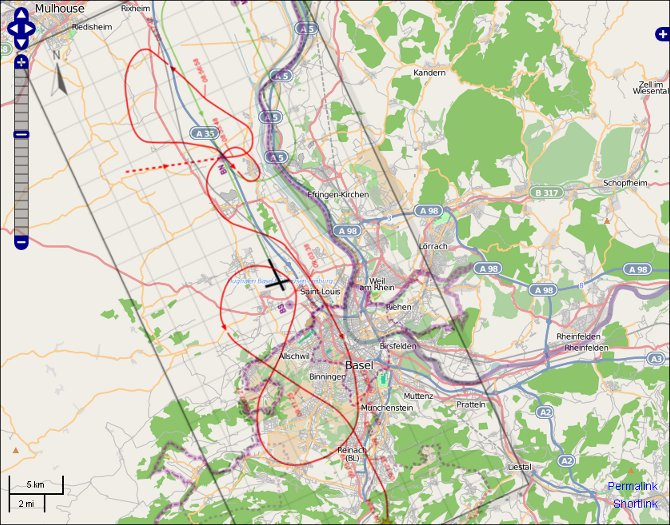
Flugbewegung über Basel-Stadt

Das Flugzeug war auf dem Weg vom Flughafen London-Luton nach Basel. Es war auf dem Flughafen Bristol zwischengelandet und hob dort um 7:19 Uhr GMT ab. Nach einer Flugzeit von neunzig Minuten meldete sich der Kopilot bei der Anflugkontrolle in Basel. Der Kontrollturm bestätigte die Position und teilte die Wetterbedingungen am Boden mit. Demnach herrschte eine Windgeschwindigkeit von neun Knoten und am Boden eine Sichtweite von 700–1300 Meter. Die Wolkenunterdecke befand sich in einer Höhe von 120 m. Es herrschte Schneefall und die Lufttemperatur betrug null Grad. Die Fluglotsen gaben den Piloten die Anweisung, zunächst auf  5000 Fuss und dann auf 4000 Fuss zu sinken.
Um 8:55:48 Uhr GMT meldete der Kopilot, dass das Flugzeug den Outer Marker, das Funkfeuer BN, des Instrumentenlandesystems passiert habe. Zu diesem Zeitpunkt erteilten die Fluglotsen die Freigabe für den Sinkflug auf 2500 Fuss. Siebzig Sekunden später meldete die Besatzung, auf 2500 Fuss gesunken zu sein. Eine weitere Minute später meldete sie das Erreichen des Funkfeuers MN und erhielt die Freigabe für den Landeanflug zur Landebahn 16. Nach einer Schleife erhielten die Piloten um 9:00:13 Uhr die Erlaubnis zur Landung.

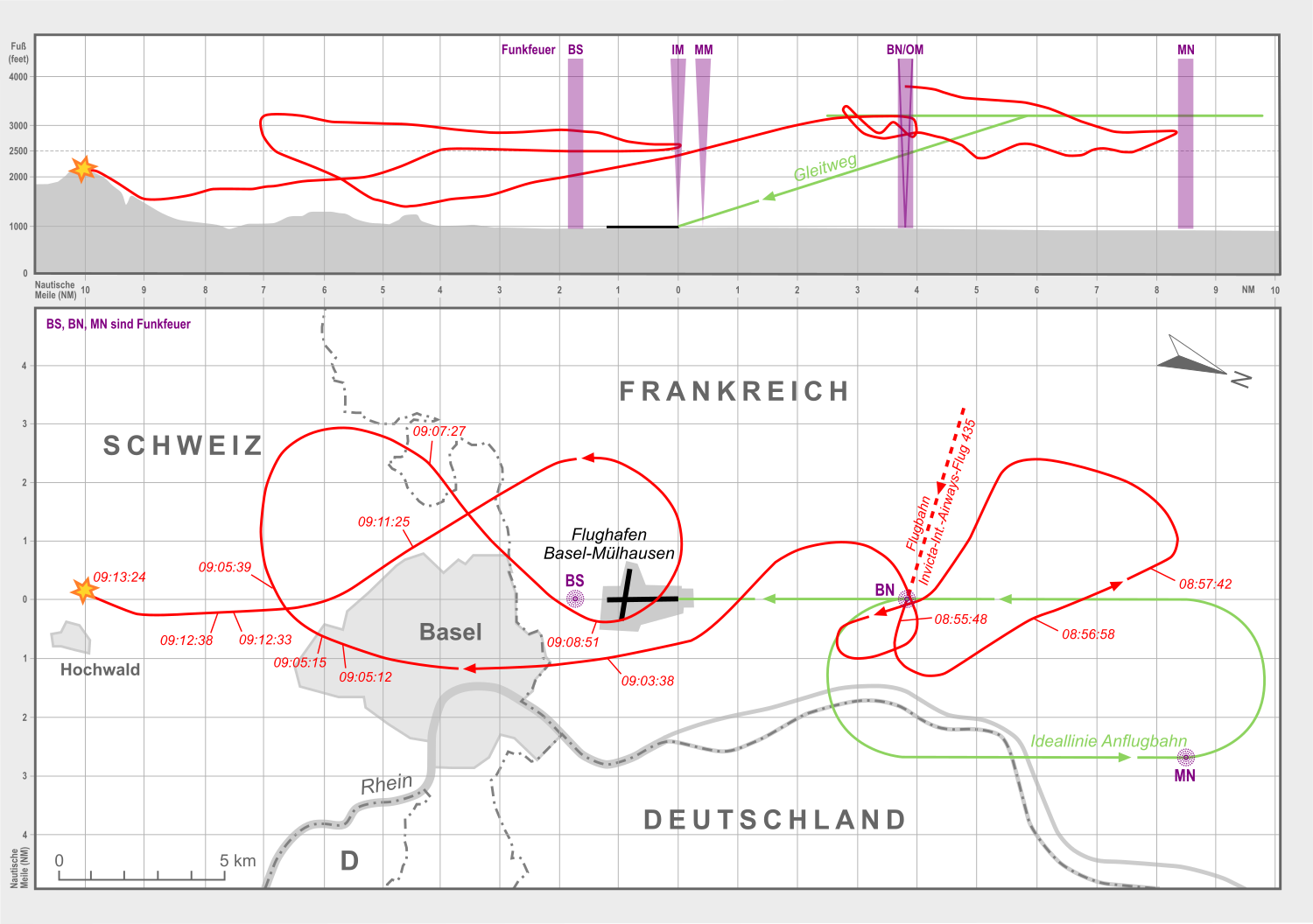
Die Auswertung der Flugdatenschreibers zeigt den Irrflug von Invicta 435 deutlich.

Der Pilot-in-command meldete um 9:05:12 Uhr, dass er durchstarten und einen weiteren Landeversuch unternehmen werde. Der Kontrollturm wies das Flugzeug an, in einer Höhe von 2500 Fuss erneut das Funkfeuer BN anzufliegen. Zwei Minuten und 15 Sekunden später meldete sich die Flugzeugbesatzung und gab an, das Funkfeuer erreicht zu haben. Der Kontrollturm erteilte daraufhin die Anweisung, das Funkfeuer MN anzusteuern. Tatsächlich befand sich das Flugzeug zu diesem Zeitpunkt jedoch südwestlich des Flughafens, ungefähr 15 km südlich des Funkfeuers BN.
Den Kontrollturm erreichte um 9:08:10 Uhr der Anruf eines Meteorologen der Wetterwarte Binningen, etwa acht Kilometer südöstlich des Flughafens. Der Meteorologe wies die Fluglotsen auf ein viermotoriges Propellerflugzeug hin, das nur etwa 50 m über dem Boden über die Wetterwarte hinweg geflogen sei und forderte dazu auf, der Besatzung die Notwendigkeit eines sofortigen Steigflugs mitzuteilen. Noch während des Telefonats mit dem Meteorologen meldete die Flugzeugbesatzung von Flug 435 das Überfliegen des Funkfeuers MN, das sich rund 18 km nördlich des Flughafens befindet. Die Anflugkontrolle forderte daraufhin die Flugzeugbesatzung auf, zu wenden und auf südsüdwestlichem Kurs das Funkfeuer BN anzusteuern. Die nachträgliche Auswertung ergab, dass die Piloten zu diesem Zeitpunkt jedoch nicht das Funkfeuer BN rund sechs Kilometer nördlich des Flughafens, sondern das unmittelbar südlich der Landebahn liegende Funkfeuer BS überflogen.
Um 9:11:10 Uhr fragte der Kontrollturm Zürich an, ob Basel ein Flugzeug in Richtung Hochwald beobachte, da auf dem Zürcher Radarschirm ein unidentifiziertes Echo etwa drei bis fünf Seemeilen südwestlich des Basler Flughafens erscheine. Der Fluglotse in Basel verneinte dies zunächst, stellte aber dann selbst ein Echo fest, das sich in südlicher Richtung bewegte. Noch während dieses Telefonats meldete sich Flug 435 und erklärte, man habe das Funkfeuer BN erreicht. Der Kontrollturm gab daraufhin die Landung frei.
Der Fluglotse versuchte sich nach dem Ende des Telefonats um 9:12:10 Uhr zu vergewissern, ob sich die Vickers tatsächlich an angegebener Stelle befand, und um 9:12:33 Uhr bestätigten die Piloten, die Maschine befände sich auf dem Gleitweg. Der Fluglotse verlangte um 9:13:03 Uhr von Flug 435 die aktuelle Höhe. Die Anfrage wurde von den Piloten mit 1400 Fuss beantwortet. Der Hinweis des Fluglotsen, dass die Maschine sich nicht auf dem Gleitweg, sondern südlich der Landebahn befand, wurde von der Crew nicht mehr beantwortet, da das Flugzeug um 9:13:27 Uhr (10:13:27 Uhr Lokalzeit) etwa 16 km südlich des Flughafens gegen einen bewaldeten Berghang des Schweizer Jura prallte.

## Wetterbedingungen

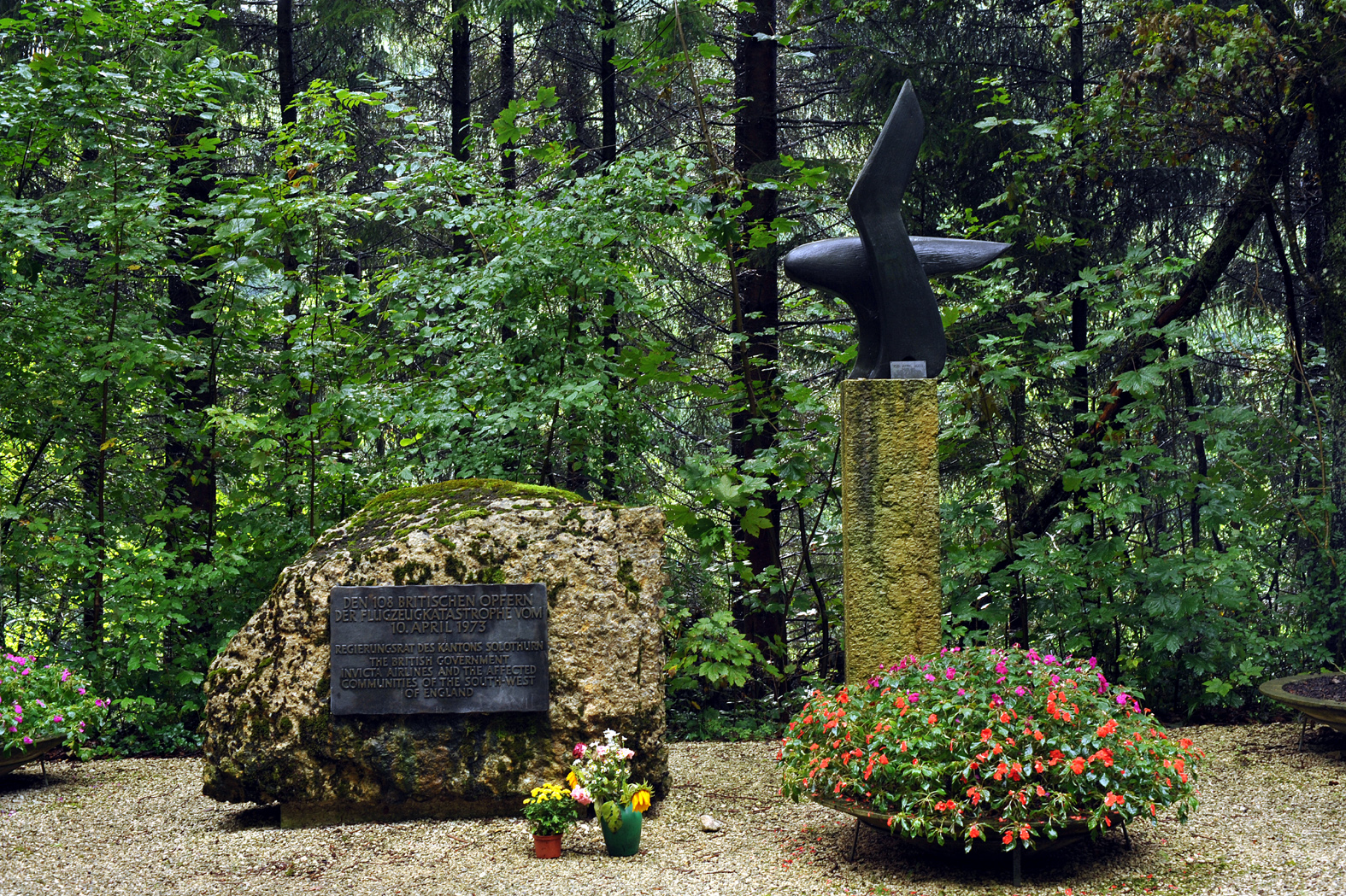
Gedenkstätte bei Herrenmatt/Hochwald

Während des Landeanflugs befand sich das Flugzeug fast ständig in den Wolken. Es herrschte durch Schneetreiben eine geringe Sicht. Dies wurde durch eine kalte Luftmassenströmung von der Nordsee in Richtung Mittelmeer bewirkt, die im Rheintal zum Aufsteigen warmer Luft und damit zu Wolkenbildung und Schneefall führte. Das Flugwetter war deswegen ungünstig, da in den Wolken Gefahr durch Vereisung und Turbulenzen herrschte, der starke Nordwind fast bis zum Boden reichte und die Sicht schlecht war.
Die amtlichen Wetteraufzeichnungen für Basel für 8:45 Uhr weisen leichten Schnellfall bei 0 °C und einer Wolkenunterdecke in Höhe von 120 m über Grund sowie eine Landebahn-Sichtweite von 1300 m auf. Um 9:15 Uhr, also unmittelbar nach dem Unfall, verzeichneten die Meteorologen leichten Schneefall bei 0 °C und einer Wolkenunterdecke von 150 m sowie einer Landebahn-Sichtweite von 1700 m. Die Bedingungen an den Ausweichflughäfen in Zürich und Genf ergaben ausreichend gute beziehungsweise gute Bedingungen für eine Landung.
Die Sichtweite auf der Landebahn wurde an zwei Punkten gemessen, wobei am entscheidenden Punkt zur Zeit des Unfalls – zwischen 9:03 und 9:09 Uhr – die Sichtweite zwischen 500 und 550 m schwankte.
An der Unfallstelle herrschte nach Zeugenaussagen dichter Schneefall mit einer Sichtweite von weniger als 50 m.

## Fluggerät
Die Vickers Vanguard 952 war mit vier Motoren vom Typ Rolls Royce 512 Tyne und vier Propellern De Havilland PD 223/466/3 ausgestattet. Das Flugzeug mit der Seriennummer 745 hatte zum Zeitpunkt des Unfalls ein Alter von zehn Jahren und elf Monaten. Es hatte seinen Erstflug am 1. Mai 1962 gemacht. Das Flugzeug hatte 16.367 Flugstunden absolviert, die Motoren hatten zwischen 13.262 und 14.476 Betriebsstunden hinter sich. Die letzte Lufttauglichkeitsprüfung stammte vom Mai 1972 und die letzte Wartung war am 24. März ausgeführt worden.

## Crew
Beide Piloten hatten Lizenzen, die ihnen das Fliegen als Pilot-in-command erlaubte. Kapitän Anthony Dorman, ein kanadischer Staatsbürger, hatte 1963 eine Flugausbildung bei der kanadischen Luftwaffe angefangen, die aber wegen mangelnder Begabung abgebrochen wurde. Er hatte 1966 einen zivilen Flugschein erworben, den er später auf Verkehrsflugzeuge ausweitete. 1969 wurde ihm in Nigeria auf Grundlage der kanadischen Pilotenlizenz und einer angeblich erfolgreich absolvierten Instrumentenflugprüfung die Erlaubnis erteilt, Verkehrsflugzeuge im Instrumentenflug zu führen. Bei der späteren Überprüfung stellte sich jedoch heraus, dass in seinem Fluglogbuch keine solche Prüfung verzeichnet war. Später bestand er im Vereinigten Königreich Instrumentenflugprüfungen auf Flugzeugen der Typen DC-3, DC-4 und Vickers Vanguard. In jedem dieser Fälle benötigte er mehr als einen Versuch. Die gesamte Flugerfahrung Dormans konnte nicht festgestellt werden, weil bei der Untersuchung des Flugunfalls Diskrepanzen im Fluglogbuch Dormans zutage traten. Für Invicta flog er 1088 Stunden auf einer Vickers Vanguard. In Basel war er 33-mal gelandet, davon neunmal bei einer Instrumentenlandung.
Der Kopilot Ivory Terry war britischer Staatsbürger. Er hatte seine Flugausbildung im Oktober 1944 bei der Royal Air Force begonnen und eine Flugerfahrung von 9172 Stunden, davon 1256 Stunden auf dem Typ des verunglückten Flugzeuges. Er war zuvor 61-mal in Basel gelandet, davon 14-mal mit Instrumentenanflug.
Beide Piloten waren insgesamt 17-mal zusammen geflogen, darunter auch zweimal nach Basel und hatten am Unfalltag eine Dienstzeit von etwa vier Stunden und 45 Minuten absolviert.

## Untersuchung
Die Untersuchung des Flugunfalls wurde durch das schweizerische Büro für Flugunfalluntersuchungen (BFU) durchgeführt. Wie bei Flugunfällen mit ausländischen Flugzeugen üblich, war an der Untersuchung mit der Air Accidents Investigation Branch auch die Luftsicherheitsbehörde des Heimatlandes der verunglückten Maschine beteiligt. Da der Flughafen Basel Mulhouse einschliesslich der Einrichtungen für den Instrumentenanflug auf französischen Staatsgebiet liegt, entsandten auch die französischen Behörden Beobachter zu den Ermittlungen.
Die Untersuchung ergab, dass einerseits Bordfunk und Blindflug-Instrumentierung nicht einwandfrei funktionierten, anderseits bei den Piloten Ausbildungsdefizite bestanden. Zum Unfall führte möglicherweise das falsche Auslesen des Radiokompasses, der fehlende Abgleich mit dem Zweitinstrument und die Orientierungslosigkeit der Piloten.
Nach dem korrekten Anflug auf das Funkfeuer BN wurde, statt Funkfeuer MN, erneut das Funkfeuer BN angeflogen. Nach der sehr scharfen Linkskurve sollte die Kehrtwende nach Westen möglicherweise zu BN führen, welches das Flugzeug bereits passiert hatte. Hier tauschten die Piloten ihre Rollen, mit Terry als PiC. Der Zielpunkt des Landeanflugs lag zu weit südlich und zu weit westlich. Der erste Fehler wurde erkannt, der zweite nicht. Nach dem Durchstarten und dem Fliegen der Schleife lag die Fluchtachse in einer Linie mit der Landebahn, aber nahezu um die Entfernung BS-BN nach Westen versetzt. Da seinerzeit in England für diesen Flugtyp kein Stimmenrecorder vorgeschrieben war, fehlt eine Erklärung für die letzten Sekunden. Die Maschine befand sich gemäss Untersuchungsbericht in normalem Steigflug, als sie mit der Hügelkette kollidierte.
Es handelte sich um den bisher schwersten Flugunfall in der Schweiz und die schwerste Unfall-Katastrophe im Kanton Solothurn.